# Vučja vas
Vučja vas este o localitate din comuna Križevci, Slovenia, cu o populație de 258 de locuitori.